# Городничий (Русское царство)
Городничий — должность в Русском царстве, представитель областной администрации. Введена во время царствования Ивана IV. 
Должность городничего введена вместо Тиуна Огнищанского (Огневщика). Городничие имели больше полномочий, чем огнищане. 
Должность городничего существовала одновременно с должностью городового приказчика. Довольно трудно уяснить разницу между городничим и городовым приказчиком, так как в Московском государстве не было точного разграничения ведомств и должностей. 
Городничий в XVII веке, по приезде нового воеводы, осматривал с ним укрепления и наряд, перемеривал и перевешивал артиллерийские запасы, наблюдал за всем, что принадлежало к городским укреплениям, имел полицейскую власть (наблюдение за безопасностью от огня, охранение общественной тишины и спокойствия, преследование корчемства). Городничих бывало в городах по несколько человек; они назначались воеводами из местных дворян и детей боярских. Все указанные функции, исключая, как кажется, полицейских, были и у городовых приказчиков.
С 1775 года (после «Учреждения для управления губерний Всероссийской империи») городничий назначался Сенатом в города, где не было обер-коменданта, а по Уставу благочиния 1782 года он назначался и в города, порученные обер-комендантам, в качестве помощника последнего.